# Rogaczewo Wielkie
Rogaczewo Wielkie – wieś w Polsce położona w województwie wielkopolskim, w powiecie kościańskim, w gminie Krzywiń.
W okresie Wielkiego Księstwa Poznańskiego (1815-1848) miejscowość wzmiankowana jako Rogaczewo Wielkie należała do wsi większych w ówczesnym pruskim powiecie Kosten rejencji poznańskiej. Rogaczewo Wielkie należało do okręgu krzywińskiego tego powiatu i stanowiło część majątku Kopaszewo, którego właścicielem był wówczas (1846) generał Dezydery Chłapowski. Według spisu urzędowego z 1837 roku Rogaczewo Wielkie liczyło 125 mieszkańców, którzy zamieszkiwali 12 dymów (domostw).
W latach 1975–1998 miejscowość administracyjnie należała do województwa leszczyńskiego.
We wsi w 1931 urodził się Antoni Dziatkowiak – polski kardiochirurg.
Zobacz też: Rogaczewo Małe